# 笹口悦民
笹口 悦民（ささぐち よしひと、新字体：笹口悦民、1970年8月8日）は、日本の写真家、撮影監督。東京を中心に活動をする写真家。ファッション写真をはじめ、ビューティー写真、スチル写真と活動の場は幅広く、近年はCM、映画など映像の撮影監督も行う。

## 来歴
1970年 北海道生まれ
国内外においてVOGUE、ELLE、Harper's BAZZARなどの雑誌、ファッション・ビューティー広告を数多く手がける。
2014年「攻殻機動隊 ARISE border:less project」でショートフィルム「FORESEEING 2027」の監督、撮影監督を務める。2016年 11月より3ヶ月間、箱根彫刻の森美術館にて写真展「無言の恍惚」を開催、延べ15万人の動員を記録。
2018年から2020年 まで歌舞伎の舞台裏をテーマに撮影した写真展「双蝶のうたたね」を開催。
現在の所属事務所はSIGNO Management。

## 雑誌・広告

### 雑誌
VOGUE、ELLE、Harper's Bazaarなどのモード雑誌のファッション写真、ビューティー写真が中心。

### 広告
Japan： JAL / KIRIN / Panasonic / トヨタ  / Microsoft / KOSE / カネボウ化粧品 / P&G / ALBION /  伊勢丹 / 高島屋 / 三越  / MIMC
Global：LUX / ADIDAS global campaign / UNITED COLORS OF BENETTON / CHARMANT /MAC/Piaget/Richard Mille/AUDEMARS PIGUET/MIKIMOTO/GUCCI/SHISEIDO GINZA/Cartier /GRAFF
◾︎Still
Japan： ワコール /VOGUE / Harperʼ s Bazaar / ELLE / Marie Claire / Figaro / HUgE / HAIRMODE / GQ / CREA Traveller / 家庭画報 / 女優美学/ウォルト・ディズニー・ジャパン　DEPARTURES　CENTURION 
Global：Details / Nylon / Vogue America / Vogue Spain / Vogue Australia / Vogue Russia / Vogue China / 　ELLE　Cos mo Girl / Trance Magazine / W Magazine / Talk Magazine / Casamica(Italy) /Conde Nast AD Magazine / LʼOF FICIEL Singapore / Menʼs FOLIO (Singapore)
◾︎Movie
4°C / LANVIN / CHARMANT / ポールスチュアート / ドクターフィルコスメティクス / 攻殻機動隊ARIS E border:less project「FORESEEING 2027」(監督・撮影) / MIMC/東京シティバレエ団/Piaget

## モデル
ローラ/檀れい/玉城ティナ/高畑充希/常盤貴子/宮沢りえ/桐谷健太/石原さとみ/高島礼子/鈴木京香/MONDOGROSSO/宮﨑あおい / 堀北真希 / 冨永愛/ 寺島しのぶ / 水原希子 / 松たか子 / JUJU / 浅野温子 / 鈴木京香/有村架純/土屋アンナ/井川 遥/SANA/CHAEYONG　　など

## 展覧会
- 2002年、Le DECOギャラリー（東京）、CASO(Contemporary Art Space Osaka)にて写真展。
- 2011年、AMRTAにてYORIWARA写真展
- 2014年、パルコミュージアム（東京）にてINFINITY VS写真展。
- 2014年、RICHOギャラリーにて写真展
- 2014年、TOKYO PHOTOに出展
- 2015年11月～2016年2月　箱根　彫刻の森美術館　緑陰ギャラリーにて「笹口悦民写真展 無言の恍惚」
- 2017年、ピクトリコショップ&ギャラリーにて「笹口悦民写真展　二人の間に存在する「花」–“Flowers between us.”–」
- 2017年、ソニーイメージングギャラリー銀座にて「笹口悦民写真展　双蝶のうたたね – 中村歌昇・種之助 –」
- 2018年、ソニーイメージングギャラリー名古屋にて「笹口悦民写真展　双蝶のうたたね – 中村歌昇・種之助 –」
- 2019年、BASEMENT GINZA & RETHINK CAFÉにて「接続 UNITES」
- 2021年、東京・MORIO STUDIO南青山にて　「伊藤健太郎の写真展Sotano de las Golondrinas―ツバメの洞窟」
- 2023年、表参道 AFRODE CLINICにて「笹口悦民写真展　SHIZUKU〜雫〜」[2]
- 2025年、有楽町阪急メンズ館にて　ヘアメイクアーティストEITA氏とのユニット名『栄悦』による写真展「天使と悪魔〜『性』のない存在〜」開催

## 映像
- 2009年、パリ国際ファッションフィルムフェスティバル出品（短編映画）

- 2014年、本広克行監督のプロデュースの企画、攻殻機動隊ARISE border:less projectにおいて、ショートムービー『FORESEEING 2027』の監督と撮影監督を務める。
- 2021年、ラインアート シャルマンのテレビCM「至高の心地よさ」篇
- 2022年、東京シティ・バレエ団「トリプル・ビル2022」より『火の鳥』の映像デザインを手掛ける。

## 受賞歴
- 2009年、日本BtoB広告賞（パナソニック電工）
- 2011年、講談社広告賞受賞（コンバースジャパン）
- 2023年、APA AWARD2023 写真作品部門入選（Amatora ）

## 出版
- 2013年、写真集「通学路」発売